# 冠食籽雀
冠食籽雀（Sporophila melanops）是巴西一種神秘的食籽雀。牠們只有一個於1823年採集的標本。
冠食籽雀約長11厘米，斑紋奇特。一些學者認為牠可能是一個混種或是黃腹食籽雀的不正常形態。牠有一個黑冠，喉嚨呈黑色。上身呈橄欖色。
唯一的冠食籽雀標本是於1823年在雷吉斯特羅以北15公里處的湖邊發現，當時牠身邊有一群其他的食籽雀。

## 外部連結
- Birdlife Species Factsheet （页面存档备份，存于）